# Vidro duplo

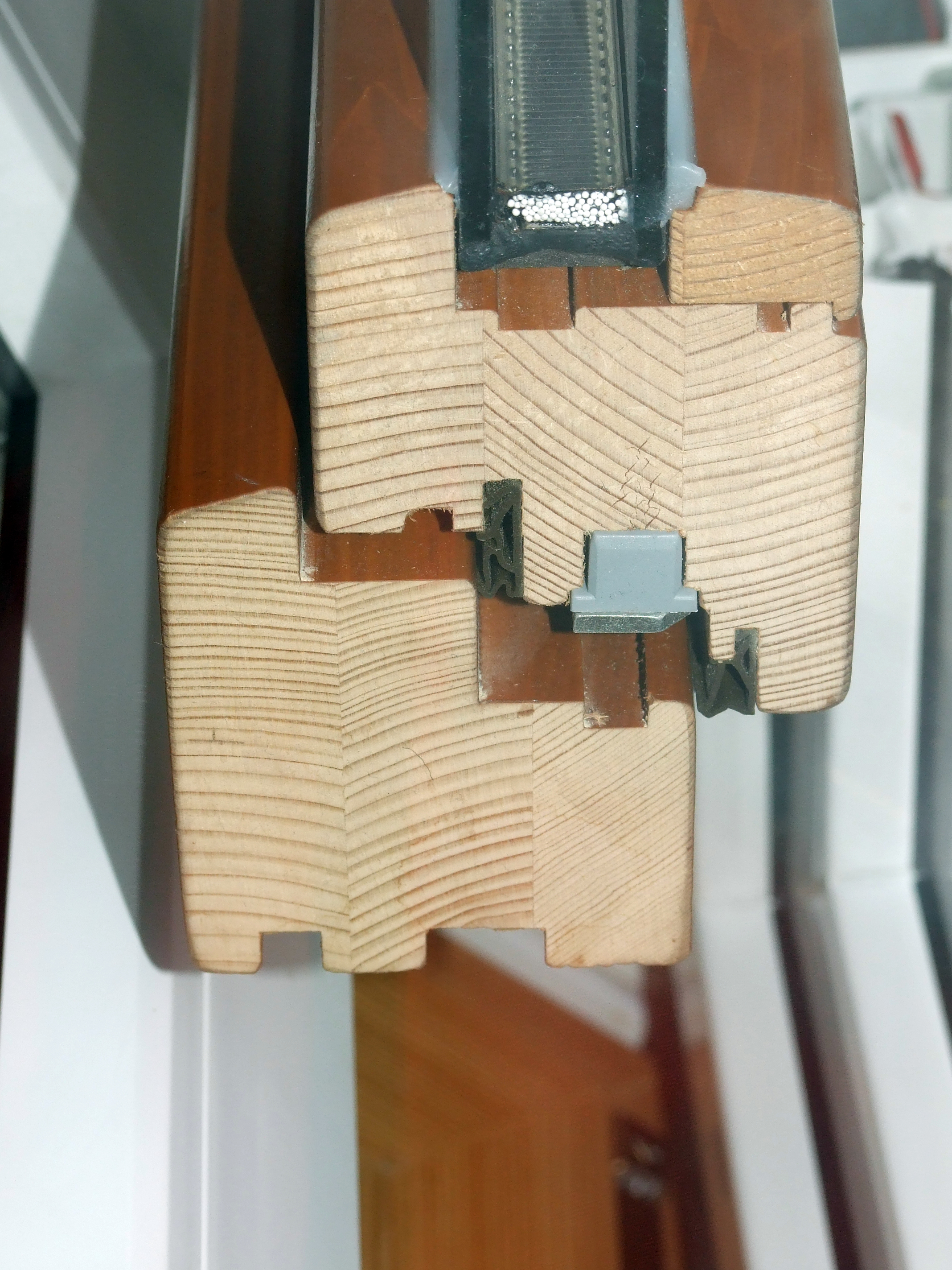
Janela com vidro duplo.

Vidro duplo refere-se habitualmente à utilização de vidros em portas e janelas em que são usados 2 vidros separados por uma caixa de ar. Esta solução tem diversas vantagens em termos de isolamento acústico e sonoro, pois reduz drasticamente a propagação das ondas sonoras e funciona como uma camada de isolamento térmico. Para além disso torna essas áreas normalmente mais resistentes a esforços mecânicos o que leva a uma maior durabilidade e segurança das habitações onde são usados este tipo de vidros.